# Brilhância

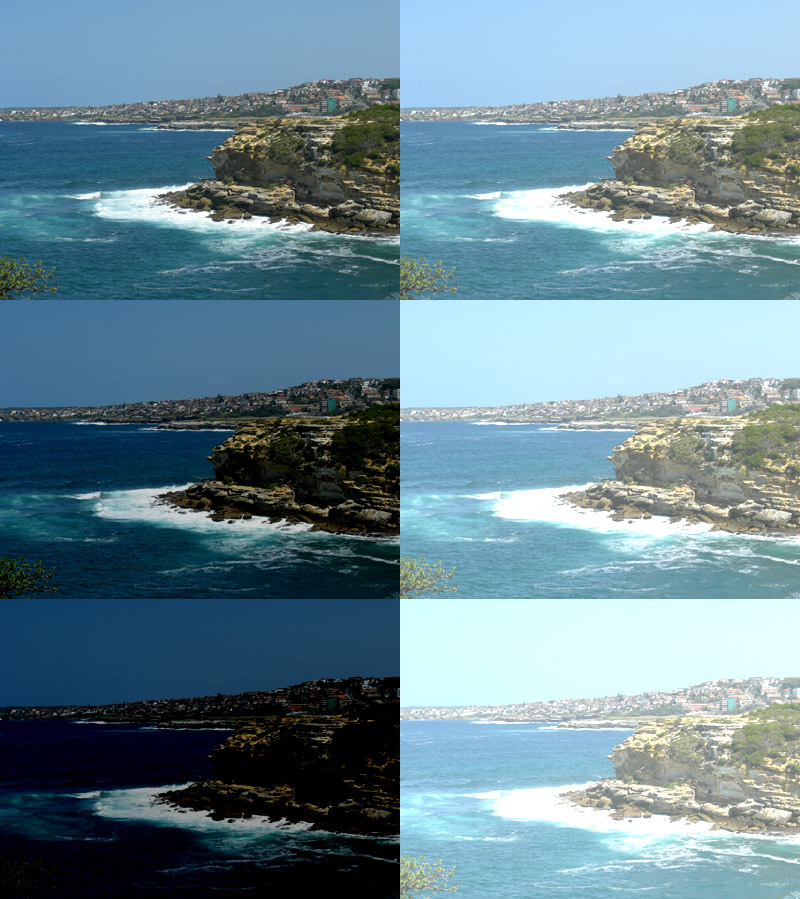
Mudanças de brilhância em seus imagens.

Brilhância, ou brilhância subjetiva, é a claridade aparente e relativa de objetos iluminados ou luminosos tal qual é captada pelo olho humano e percebida pela visão. Brilhância, neste sentido, é equivalente ao termo inglês brightness. Brilhância como sinônimo de luminosidade extrapola os limites da fisiologia do olho humano para se tornar uma grandeza fotométrica sendo, neste caso, uma medida de brilhância “objetiva”.

## Brilhos e fotorreceptores
O brilho dos objetos é captado no fundo do olho por células fotorreceptoras conhecidas como cones e bastonetes, sendo os bastonetes, acromáticos, e os cones, monocromáticos e sensíveis ou à cor azul ou à verde ou à vermelha. A visão proporcionada pelos cones também é chamada visão fotóptica.
A sensibilidade dos bastonetes ao brilho aumenta na medida em que pioram as condições de iluminação, ao passo que a sensibilidade dos cones diminui com a piora das condições de iluminação. A visão proporcionada pelos bastonetes também é chamada visão escotópica.
A fotografia preto-e-branco emula a sensibilidade da visão fotóptica ao invés da visão escotópica que representa a visão noturna.

## Métodos de medição de brilho
O fotômetro do tipo Lummer-Brodhun é usado para se comparar a brilhância de duas amostras de mesmo matiz colocados lado a lado.
Quando se comparam amostras de matizes diferentes o fotômetro de cintilação fornece a indicação da brilhância.
A curva de resposta espectral dos fotômetros fotográficos é ajustada para corresponder à “curva espectral internacional de eficiência luminosa”. Assim, os fotômetros podem atuar como um observador padrão na medição do brilho refletido pelo cenário ou pelos objetos.

## Escala de brilhância subjetiva
Uma escala de brilhâncias conhecido por grande parte dos fotógrafos é a do sistema de zonas criada pelo fotógrafo Ansel Adams, que está representado abaixo. A escala está em numerais romanos, como no original, indo de 0, para o preto profundo, até X para o branco puro.
| 0 | I | II | III | IV | V | VI | VII | VIII | IX | X |

A visão humana não tem a abrangência implícita no sistema de zonas de 11 zonas, que é logarítmica de base 2, mas tem no cinza médio um ponto em comum com câmeras e fotômetros fotográficos, que emulam a visão humana calibrando seus sensores para o mesmo cinza médio que têm como padrão.
Há no mercado fotográfico cartões cinza padrão que servem de referência para determinar o valor de exposição (EV) correto para ajustar as câmeras fotográficas. São cartões conhecidos como cartão cinza de 18% de reflectância ou, em inglês, gray card.

## A brilhância na teoria das cores
Brilhância é também parâmetro de cor em modelos de cores como o HSB (matiz, saturação e brilhância) e HSL (matiz, saturação e claridade).
No espaço de cor RGB, R é red, G é green, B é blue (vermelho, verde e azul); a brilhância no RGB é entendida  como a média aritmética das coordenadas de R (vermelho), G (verde) e B (azul).
{\displaystyle \mu ={R+G+B \over 3}}

## O brilho nas imagens de TV
As imagens reproduzidas em aparelhos de TV preto-e-branco, são captadas na origem por células eletrônicas e depois filtradas para emularem a sensibilidade visual humana ao brilho dos objetos. Os objetos com brilho próprio são reproduzidos dentro de limiares apropriados à visão humana, em que uma cor de brilho ofuscante na origem é representada pela cor branca.
Os aparelhos de TV “a cores” são tecnologicamente retrocompatíveis com aparelhos de TV em preto-e-branco. Neles a imagem colorida é decomposta em valores estrategicamente conhecidos como crominância e luminância para serem distribuídas e captadas tanto por aparelhos de TV preto-e-branco como coloridos. Crominância e luminância são como conhecidos afetivamente no meio eletrônico como “luma” e “chroma”.
{\displaystyle \mu ={R+G+B \over 3}}
O valor de “luma” para cada componente de cor é calculado decompondo a média {\displaystyle \mu } na proporção de 30% R, 59% G e 11% B.
{\displaystyle \mu =0,3\cdot R+0,59\cdot G+0,11\cdot B}
As câmeras digitais também decompõem os sinais de cores em termos de “chroma” e “luma”, mas por conveniência. Obtêm-se ganhos de compressão em formato JPEG comprimindo os sinais de cor aglutinando as cores em blocos de “chroma” maiores, para os blocos serem quebrados posteriormente pela iluminação diferenciada de seções do bloco com diferentes níveis de “luma”.